# Majdan Średni
Majdan Średni – wieś w Polsce, położona w województwie lubelskim, w powiecie krasnostawskim, w gminie Rudnik. 
Wieś wchodzi w skład sołectwa Majdan Kobylański.
W latach 1975–1998 wieś położona była w województwie zamojskim.

## Wspólnoty wyznaniowe
- Wierni Kościoła rzymskokatolickiego należą do parafii w Rudniku[6]
- Świadkowie Jehowy zbór Majdan Średni[7].